# 슈티펠-휘트니 특성류
대수적 위상수학에서 슈티펠-휘트니 특성류(Stiefel-Whitney特性類, 영어: Stiefel–Whitney class)는 실수 벡터 다발을 분류하는 유한체 {\displaystyle \mathbb {F} _{2}} 계수 특성류이다. 이는 복소수 벡터 다발이 천 특성류에 의하여 분류되는 것과 마찬가지다.

## 정의
위상 공간 {\displaystyle X} 위의 실수 유한 차원 벡터 다발 {\displaystyle E}의 슈티펠-휘트니 특성류
{\displaystyle w(E)\in \operatorname {H} ^{\bullet }(X;\mathbb {F} _{2})}
는 다음 네 조건을 만족시키는 유일한 특성류이다.
- (직합의 분해) 임의의 벡터 다발 {\displaystyle E,E'\twoheadrightarrow X}에 대하여, {\displaystyle w(E\oplus E')=w(E)\smile w(E')}
- (당김) 임의의 연속 함수 {\displaystyle X\to Y}에 대하여, {\displaystyle w(f^{*}E)=f^{*}w(E)}
- (계수) {\displaystyle w(E)\in \operatorname {H} ^{\leq \dim _{\mathbb {R} }E}(X)}이며, {\displaystyle w_{0}(E)=1}이다.
- (규격화) 실수 사영 직선 {\displaystyle \mathbb {RP} ^{1}}의 자명 선다발 {\displaystyle {\mathcal {O}}_{\mathbb {RP} ^{1}}(-1)}의 슈티펠-휘트니 특성류는 자명하지 않다. 즉, {\displaystyle \mathbb {RP} ^{1}}의 코호몰로지 환이 {\displaystyle \operatorname {H} ^{\bullet }(\mathbb {RP} ^{1};\mathbb {F} _{2})\cong \mathbb {F} _{2}[x]/(x^{2})}, {\displaystyle \deg x=1}이라면 {\displaystyle w({\mathcal {O}}_{\mathbb {RP} ^{1}}(-1))=1+x}이다.

이 네 조건들을 모두 만족시키는 특성류는 유일하게 존재한다는 것을 보일 수 있다.

### 정수 슈티펠-휘트니 특성류
아벨 군의 짧은 완전열
{\displaystyle 0\to \mathbb {Z} \to \mathbb {Z} \to \mathbb {Z} /2\to 0}
에 대한 복시테인 준동형
{\displaystyle \beta \colon \operatorname {H} ^{\bullet }(X;\mathbb {F} _{2})\to \operatorname {H} ^{\bullet +1}(X;\mathbb {Z} )}
를 생각하자. 유한 차원 실수 벡터 다발 {\displaystyle E\twoheadrightarrow X}의 정수 슈티펠-휘트니 특성류 {\displaystyle \beta w}는 슈티펠-휘트니 특성류의, 이 복시테인 준동형에 대한 상이다.
{\displaystyle \beta w(E)\in \operatorname {H} ^{\leq \dim _{\mathbb {R} }E+1}(X;\mathbb {Z} )}

### 우 특성류
유한 차원 실수 벡터 다발 {\displaystyle E\twoheadrightarrow X}의 우 특성류([吳]特性類, 영어: Wu class) {\displaystyle W(E)}는 그 총 스틴로드 제곱이 슈티펠-휘트니 특성류가 되는 코호몰로지류이다.
{\displaystyle W(E)\in \operatorname {H} ^{\bullet }(X;\mathbb {F} _{2})}
{\displaystyle w(E)=\operatorname {Sq} (W(E))=\sum _{i}\operatorname {Sq} ^{i}(W(E))}

## 구성
슈티펠-휘트니 특성류는 다음과 같이 여러 방법으로 구성할 수 있다.

### 톰 동형을 통한 구성
슈티펠-휘트니 특성류는 톰 동형을 사용하여 다음과 같이 구성할 수 있다.
{\displaystyle n}차원 실수 벡터 다발 {\displaystyle \pi \colon E\twoheadrightarrow X}이 주어졌다고 하자. 그렇다면 다음이 성립한다.
{\displaystyle \operatorname {H} ^{i}(E,E\setminus X;\mathbb {F} _{2})={\begin{cases}0&i<n\\\operatorname {H} ^{i-n}(X;\mathbb {F} _{2})&i\geq n\end{cases}}}
또한, {\displaystyle \operatorname {H} ^{n}(E,E\setminus X;\mathbb {F} _{2})} 속에 다음 조건을 만족시키는 유일한 코호몰로지류 {\displaystyle \Phi \in \operatorname {H} ^{n}(E,E\setminus X;\mathbb {F} _{2})}가 존재한다.
- 모든 {\displaystyle x\in X}에 대하여, 올 {\displaystyle \pi ^{-1}(x)}에 국한한 코호몰로지류 {\displaystyle \Phi |_{(\pi ^{-1}(x),\pi ^{-1}(x)\setminus \{x\})}\in \operatorname {H} ^{n}(\pi ^{-1}(x),\pi ^{-1}(x)\setminus \{x\};\mathbb {F} _{2})\cong \operatorname {H} ^{n}(\mathbb {R} ^{n},\mathbb {R} ^{n}\setminus \{0\};\mathbb {F} _{2})\cong \operatorname {H} ^{n}(\mathbb {S} ^{n};\mathbb {F} _{2})\cong \mathbb {F} _{2}}는 0이 아니다.

이를 톰 특성류라고 한다.
그렇다면, 각종 코호몰로지 공간 사이에 다음과 같은 사상들을 정의할 수 있다.
{\displaystyle \operatorname {H} ^{\bullet }(X;\mathbb {F} _{2}){\xrightarrow {\pi ^{*}}}\operatorname {H} ^{\bullet }(E;\mathbb {F} _{2}){\xrightarrow {\smile \Phi }}\operatorname {H} ^{\bullet +n}(E,E\setminus X;\mathbb {F} _{2})}
이 경우, {\displaystyle (\smile \Phi )\circ \pi ^{*}}는 {\displaystyle \mathbb {F} _{2}} 벡터 공간의 동형 사상이다. 이를 톰 동형이라고 한다.
기본 코호몰로지류 {\displaystyle \Phi }의 총 스틴로드 제곱
{\displaystyle \operatorname {Sq} \Phi =\sum _{i}\operatorname {Sq} ^{i}\Phi \in \operatorname {H} ^{\geq n}(E,E\setminus X;\mathbb {F} _{2})}
를 생각하자. 그렇다면, 슈티펠-휘트니 특성류는 톰 특성류의 총 스틴로드 제곱의 톰 동형에 대한 원상이다.
{\displaystyle w(E)=\left((\smile \Phi )\circ \pi ^{*}\right)^{-1}(\operatorname {Sq} \Phi )}

### 무한 사영 공간을 통한 구성
선다발의 슈티펠-휘트니 특성류는 무한 사영 공간을 사용하여 간단하게 정의할 수 있다.
{\displaystyle n}차원 실수 벡터 다발은 무한 그라스만 다양체 {\displaystyle \operatorname {Gr} _{n}(\mathbb {R} ^{\infty })}에 의하여 분류된다. 특히, 실수 선다발은 무한 사영 공간 {\displaystyle \operatorname {Gr} _{1}(\mathbb {R} ^{\infty })=\operatorname {RP} ^{\infty }}에 의하여 분류된다. 무한 사영 공간은 에일렌베르크-매클레인 공간
{\displaystyle \operatorname {RP} ^{\infty }=K(\mathbb {Z} /2,1)}
이다.
실수 선다발 {\displaystyle L\twoheadrightarrow X}에 대응하는 연속 함수
{\displaystyle f\colon X\to \operatorname {RP} ^{\infty }}
를 생각하자. 에일렌베르크-매클레인 공간의 성질에 따라,
{\displaystyle \hom _{\operatorname {hTop} _{\bullet }}\left(X,\operatorname {RP} ^{\infty }\right)\cong \operatorname {H} ^{1}(X;\mathbb {F} _{2})}
이다. 그렇다면, 실수 선다발 {\displaystyle L}의 슈티펠-휘트니 특성류 {\displaystyle w(L)=1+w_{1}(L)}는 다음과 같다.
{\displaystyle w_{1}(L)=[f]\in \operatorname {H} ^{1}(X;\mathbb {F} _{2})}
여기서 {\displaystyle [f]}는 {\displaystyle f}의 호모토피류를 뜻한다.

## 성질
일반적으로 특성류는 매끄러움 구조 또는 복소구조에 의존한다. 유리수 계수 폰트랴긴 특성류는 (위상) 다양체의 불변량이다. 즉, 매끄러움 구조에 의존하지 않는다. 그러나 이는 호모토피 동치에 대한 불변량이 아니다. 우 정리([吳]定理, 영어: Wu’s theorem)에 따르면, 슈티펠-휘트니 특성류는 호모토피 동치에 대한 불변량이다.

### 방해물 이론
처음 몇 개의 슈티펠-휘트니 특성류는 다음과 같은 구조의 존재에 대한 방해물을 이룬다.
매끄러운 다양체 위의 유한 차원 실수 벡터 다발에 대하여, 다음 두 조건이 동치이다.
- 가향 벡터 다발이다.
- 1차 슈티펠-휘트니 특성류가 0이다.

특히, 다양체 {\displaystyle M}이 가향 다양체일 필요충분조건은 그 접다발의 1차 슈티펠-휘트니 특성류가 0인 것이다.
매끄러운 다양체 위의 유한 차원 실수 벡터 다발에 대하여, 다음 두 조건이 동치이다.
- 스핀 구조를 갖는다.
- 1차 및 2차 슈티펠-휘트니 특성류가 0이다.

특히, 다양체 {\displaystyle M}이 스핀 다양체가 될 수 있는 필요충분조건은 그 접다발의 1차 및 2차 슈티펠-휘트니 특성류가 0인 것이다.
매끄러운 다양체 {\displaystyle M}위의 유한 차원 실수 벡터 다발 {\displaystyle E}에 대하여, 다음 두 조건이 동치이다.
- 스핀C 구조를 갖는다.
- 1차 슈티펠-휘트니 특성류 {\displaystyle w_{1}(E)\in \operatorname {H} (M;\mathbb {F} _{2})}가 0이고, 3차 정수 슈티펠-휘트니 특성류 {\displaystyle \beta w_{2}(E)\in \operatorname {H} ^{3}(X;\mathbb {Z} )}가 0이다.

특히, 다양체 {\displaystyle M}이 스핀C 다양체가 될 수 있는 필요충분조건은 가향 다양체이며 접다발의 3차 정수 슈티펠-휘트니 특성류가 0인 것이다.

## 역사
에두아르트 슈티펠(독일어: Eduard Stiefel)과 해슬러 휘트니가 발견하였다.
우 특성류는 우원쥔(중국어 간체자: 吴文俊, 정체자: 吳文俊, 병음: Wú Wénjùn, 한자음: 오문준)이 도입하였다.

## 같이 보기
- 특성류